# قره گووندلی
قره گووندلی (به ترکی آذربایجانی: Qaragüvəndli، هم‌اکنون قره گووندیک‌لی Qaragüvəndikli) یک منطقه مسکونی در جمهوری آذربایجان است که در شهرستان ایمیشلی واقع شده است. قره گووندلی ۱۲۸۴ نفر جمعیت دارد.
این دهستان در سال ۱۹۹۱ میلادی ایجاد شد و روستاهای آشاقی قره گووندلی و یوخاری قره گووندلی با هم ادغام شدند.